# Белорусско-Российский университет
Межгосударственное образовательное учреждение высшего образования «Белорусско-Российский университет»  — региональный научно-образовательный центр. Расположен в Республике Беларусь г. Могилёве, просп. Мира, 43.

## История
Могилёвский машиностроительный институт был открыт 1 сентября 1961 г. в соответствии с Постановлением Совета Министров СССР от 10 августа 1961 года № 714 и Постановлением Совета Министров БССР от 22 августа 1961 года № 504.
Приказом министра образования Республики Беларусь № 198 от 17.05.2000, Могилёвский машиностроительный институт преобразован в Могилёвский государственный технический университет (МГТУ).
В соответствии с Соглашением между Правительством Республики Беларусь и Правительством Российской Федерации, подписанным в г. Могилёве 19.01.2001, приказами Министерства образования Российской Федерации и Министерства образования Республики Беларусь №3862/518 от 28.11.2001 и №2102/206 от 15.05.2003, и приказом Министерства образования Республики Беларусь №371 от 23.09.2003 университет преобразован в Государственное учреждение высшего профессионального образования «Белорусско-Российский университет».
В 2014 году агентство «Эксперт РА» присвоило ВУЗу рейтинговый класс «D» означающий «приемлемый уровень» подготовки выпускников.

## Факультеты

### Автомеханический факультет
Автомеханический факультет был создан в 1961 году. До 1992 года факультет носил название «Машиностроительный». Постепенно в состав факультета вошли транспортный факультет (1986 г.) и автотракторный факультет (1992 г.). В результате проведения структурных преобразований в 1992 году факультет стал называться автомеханическим. Первый выпуск студентов состоялся в 1965 году.
На факультете ведётся обучение по 4 специальностям и 7 специализациям. Специальности факультета являются достаточно универсальными в области транспорта и дорожного строительства.
В состав факультета входит 2 кафедры:
- Техническая эксплуатация автомобилей с 2023 года объединилась с кафедрой "Транспортные и технологические машины"
- Транспортные и технологические машины
- Основы проектирования машин

На факультете ведется подготовка студентов, бакалавров, магистрантов по специальностям:
- Подъемно-транспортные, строительные, дорожные машины и оборудование со специализацией:

подъемно-транспортные машины и оборудование;
дорожные машины и оборудование;
строительные машины и оборудование производства строительных материалов.
- Автомобилестроение
- Транспортное, горное и строительное машиностроение
- Транспорт
- Техническая эксплуатация автомобилей
- Автосервис

### Машиностроительный факультет
Факультет существует со дня основания Могилёвского машиностроительного института в 1961 году.
Первым деканом машиностроительного факультета был Молочков А. В. с 1961г. по 1973г. Под его руководством сформирован факультет. Далее факультетом руководили Тилипалов В. Н. с 1973г. по 1976г., Кравчинский Е. Ф. с 1976г. по 1984г., Жолобов А. А. с 1984г. по 1989г., Шадуро Р. Н. с 1989 по 2003г., с 2003г.  по 2018г Попковский В. А. А с 2018г. и по настоящие время деканом является Свирепа Дмитрий Михайлович.
Лаборатории кафедр оснащены современным оборудованием. Специальности, по которым осуществляется подготовка специалистов на машиностроительном факультете, являются самыми широкоуниверсальными среди специальностей машиностроительного профиля.
Основные научные направления, по которым ведутся исследования на факультете:
- Совершенствование отделочной обработки поверхностей деталей машин и технологической оснастки для её осуществления.
- Разработка технологических процессов упрочнения металлорежущих инструментов и деталей машин посредством воздействия на них низкоэнергетических ионов.
- Исследование работоспособности сварных машиностроительных конструкций и разработка ресурсосберегающих технологий их сварки и контроля.
- Разработка методологии изготовления и исследования фазового состава, структуры и свойств композиционных материалов, полученных с применением метода механического легирования.

В состав факультета входит 4 кафедры:
- Технология машиностроения
- Металлорежущие станки и инструменты
- Оборудование и технология сварочного производства
- Технологии металлов

На факультете готовят инженеров по четырем специальностям и 7 специализациям:
- Технология машиностроения (специализации - «Технология механосборочных производств» и «Технологии автоматизированного производства»)
- Технологическое оборудование машиностроительного производства (специализации – «Металлорежущие станки» и «Инструментальное производство»)
- Оборудование и технология сварочного производства (специализация – «Производство сварных конструкций»)
- Автоматизация технологических процессов и производств (специализация - «Автоматизация технологических процессов изготовления деталей и узлов»)
- Оборудование и технологии высокоэффективных процессов обработки материалов
- Информационные системы и технологии (в проектировании и производстве)
- Производство изделий на основе трехмерных технологий

### Строительный факультет
Строительный факультет Белорусско-Российского университета создан 1 сентября 1992 г. Первым деканом и организатором факультета был Сазонов Игорь Сергеевич (1992 г. – 1998 г.). Последующими деканами назначались Корбут Елена Евгеньевна (1998 г. – 2000 г.), Галюжин Сергей Данилович (2000 г. – 2013 г.). А с декабря 2013 г. и по настоящее время деканом факультета является Голушкова Ольга Васильевна.
В состав факультета входит 4 кафедры:
- Промышленное и гражданское строительство
- Автомобильные дороги
- Безопасность жизнедеятельности
- Инженерная графика

На факультете готовят инженеров по трём специальностям:
- Промышленное и гражданское строительство, (специализация 1-70 02 01 01 «Технология и организация строительного производства» и специализация 1-70 02 01 03 «Техническая эксплуатация зданий и сооружений»)
- Автомобильные дороги, (специализация 1-70 03 01 01 «Строительство дорог и аэродромов».)
- Экспертиза и управление недвижимостью, (специализация 6-05-0732-02 «Промышленное и гражданское строительство».)

На факультете успешно функционирует магистратура и аспирантура по специальности «Строительство». Студенты факультета активно участвуют в общественной и научной жизни факультета и университета.
Выпускники строительного факультета работают в строительно-монтажных организациях, на промышленных и производственных предприятиях строительной индустрии, в учреждениях образования, в органах надзора в строительстве, в инжиниринговых компаниях, в научно-исследовательских, проектно-изыскательских и проектно-конструкторских организациях строительной отрасли. Кроме строительной отрасли они благополучно осуществляют свою профессиональную деятельность в отделах капитального строительства предприятий практически всех отраслей народного хозяйства Республики Беларусь.

### Экономический факультет
Идея создания экономического факультета родилась в первые годы перестройки с осознанием, что в условиях реформ подготовка экономистов становится ключевой сферой, от состояния которой во многом зависит будущее Республики Беларусь. Ощущалась потребность в экономических кадрах новой генерации, способных привнести новые подходы, мыслить стратегически.
У истоков создания факультета стояли бывший ректор профессор Ходырев В. И., бывший первый проректор профессор Максименко А. Н., бывший первый проректор профессор Жолобов А. А. Накопленные традиции в техническом вузе послужили основой и хорошей базой для подготовки современных экономистов. Деканом факультета был назначен кандидат экономических наук, доцент Желток Николай Станиславович. В настоящее время деканом факультета является Маковецкий И. И.
Подготовка экономистов в вузе начиналась с открытия специальности «Коммерческая деятельность на рынке товаров и услуг». Первый набор студентов был осуществлен в рамках автомеханического факультета в 1992-1993 учебном году. Последующая их учёба и новые наборы студентов проходили в составе строительного факультета. Как структурная единица факультет начал функционировать с 1 сентября 1995г. и насчитывал в своем составе 357 студентов. Важным событием в истории факультета стал 1996 год, когда был успешно проведен первый выпуск дипломированных специалистов. 66 вчерашних студентов, защитив дипломные работы, пополнили армию молодых специалистов Могилёвщины, из них 20 выпускников получили дипломы с отличием.
В состав факультета входит 4 кафедр:
- Логистика и организация производства
- Маркетинг и менеджмент
- Экономика и управление
- Финансы и бухгалтерский учёт с февраля 2023 года объединилась с кафедрой "Маркетинг и менеджмент"
- Высшая математика

На факультете ведется подготовка специалистов по образовательным стандартам Республики Беларусь по двум направлениям:
инженерно-экономические специальности:
- Транспортная логистика
- Экономика и организация производства

экономические специальности:
- Финансы и кредит
- Экономика и управление на предприятии
- Бухгалтерский учет, анализ и аудит
- Коммерческая деятельность
- Маркетинг

### Электротехнический факультет
Электротехнический факультет был создан как электромеханический факультет в Могилёвском машиностроительном институте в феврале 1971 года на базе специальности «Оборудование и технология сварочного производства». 1 сентября 1992 года он переименован в электротехнический факультет. Первым деканом и организатором факультета был кандидат технических наук доцент Вешняков Виктор Павлович (1971-1973 гг.). Последующими деканами назначались Березиенко Валерий Петрович (1973-1975 гг.); Телепнев Николай Антонович (1975-1976 гг.); Белоконь Владимир Михайлович (1979-2003 гг.); Коваль Александр Сергеевич (2003-2013 гг.). В июле 2013 года деканом стал Болотов Сергей Владимирович, который руководит факультетом по настоящее время.
В состав факультета входит 5 кафедр:
- Автоматизированные системы управления
- Программное обеспечение информационных технологий
- Электропривод и автоматизация промышленных установок
- Физические методы контроля
- Физика

Подготовка специалистов ведётся по 3 специальностям:
- Автоматизированные системы обработки информации (специализация: 1-53 01 02 01 «Автоматизированные системы обработки и отображения информации»)
- Автоматизированные электроприводы (специализация: 1-53 01 05 01 «Автоматизированный электропривод промышленных и транспортных установок»)
- Методы и приборы контроля качества и диагностики состояния объектов (специализация: 1-54 01 02 02 «Неразрушающий контроль материалов и изделий»)

### Инженерно-экономический факультет
Подготовка специалистов по образовательным программам Российской Федерации в университете осуществляется с 2003 года по 5 специальностям, которые изначально были закреплены за существующими факультетами. В 2008 году был произведен первый выпуск - 106 специалистов, которые получили диплом государственного образца Российской Федерации. Всего подготовлено свыше 1100 специалистов.
В связи с присоединением Российской Федерации к болонскому процессу в университете для оптимизации процесса перехода на уровневую систему высшего профессионального образования 1 декабря 2010 года был образован инженерно-экономический факультет. Деканом факультета назначен к.т.н., доцент Кулабухов Артем Владимирович.
С 2011 года на факультете ведется подготовка студентов по направлениям подготовки бакалавриата с 4-х летним сроком обучения.
В настоящее время на инженерно-экономическом факультете ведется подготовка бакалавров по 13 направлениям подготовки:
- Мехатроника и робототехника (профиль «Робототехника и робототехнические системы: разработка и применение»)
- Электроэнергетика и электротехника (профиль «Электрооборудование автомобилей и тракторов»)
- Наземные транспортно-технологические комплексы (профиль «Подъемно-транспортные, строительные, дорожные машины и оборудование»)
- Информатика и вычислительная техника (профиль «Автоматизированные системы обработки информации и управления»)
- Программная инженерия (профиль «Разработка программно-информационных систем»)
- Биотехнические системы и технологии (профиль «Биотехнические и медицинские аппараты и системы»)
- Инноватика (профиль «Управление инновациями (по отраслям и сферам экономики)»)
- Машиностроение (специализация "Инновационные технологии в сварочном производстве")
- Приборостроение (специализация "Информационные системы и технологии неразрушающего контроля и диагностики")
- Зарубежное регионоведение (профиль «Европейские исследования»)
- Прикладная математика (профиль "Разработка программного обеспечения")
- Нефтегазовое дело (профиль "Эксплуатация и обслуживание объектов транспорта и хранения нефти, газа и продуктов переработки")
- Прикладная механика (профиль "Компьютерный инжиниринг и реновация деталей машин")
- Бизнес-информатика (профиль "Цифровая экономика")

По окончании 4-летней программы обучения выпускникам выдается диплом государственного образца бакалавра Российской Федерации в зависимости от выбранного направления, признаваемый во многих европейских странах. Квалификация «бакалавр» при поступлении на работу дает право занимать должности, для которых их квалификационными требованиями предусмотрено наличие у соискателя высшего профессионального образования.
По окончании 2-летней программы обучения в магистратуре выпускникам выдается диплом государственного образца магистра Российской Федерации, признаваемый во многих европейских странах.
Выпускники инженерно-экономического факультета могут работать практически во всех отраслях промышленности Республики Беларусь и Российской Федерации, и осуществлять профессиональную деятельность в отделах автоматизированных систем обработки информации; в научно-исследовательских и проектных организациях; в организациях, выполняющих строительно-монтажные и ремонтные работы; в проектных организациях; на предприятиях, занятых в разработке программного обеспечения, таких как EPAM Systems, IT Transition, IBA; в компаниях входящих в Парк Высоких Технологий; на предприятиях имеющих собственные отделы по разработке программного обеспечения; на предприятиях производящих и обслуживающих мехатронные и робототехнические системы и модули; а также на предприятиях, оптимизирующих технологические и бизнес-процессы, занимающихся разработкой и выводом на рынок новых продуктов и услуг; в инжиниринговых и проектно-ориентированных организациях; в консалтинговых фирмах в сфере инвестиционной и инновационной деятельности; в технопарках, бизнес-инкубаторах; системе государственного управления.

### Инженерный факультет заочного образования
Факультет предоставляет возможность получить высшее образование без отрыва от производства. Подготовка специалистов проводится по специальностям:
- Техническая эксплуатация автомобилей
- Автоматизированные электроприводы
- Методы и приборы контроля качества и диагностики состояния объектов
- Автоматизированные системы обработки информации
- Подъёмно-транспортные, строительные, дорожные машины и оборудование
- Промышленное и гражданское строительство
- Автомобильные дороги
- Технология машиностроения
- Технологическое оборудование машиностроительного производства
- Оборудование и технология сварочного производства

На второй ступени получения высшего образования (магистратура) со сроком обучения 1 год 6 мес. осуществляется подготовка специалистов с последующим присвоением выпускникам академической степени «магистр технических наук» и выдачей дипломов государственного образца по следующим специальностям:
- Машиностроение и машиноведение
- Обработка конструкционных материалов в машиностроении
- Транспорт
- Транспортное, горное и строительное машиностроение
- Приборы и методы контроля природной среды, веществ, материалов и изделий
- Приборостроение, метрология и информационно-измерительные приборы и системы
- Системный анализ, управление и обработка информации
- Энергетика
- Строительство

### Факультет довузовской подготовки и профориентации
Факультет совместно с Архитектурно-строительным и Могилёвским государственным политехническим колледжами организует по интегрированным учебным планам непрерывную подготовку учащихся колледжей II-го направления по специальностям: «Промышленное и гражданское строительство» и «Оборудование и технология сварочного производства».
Кроме того, в состав университета входят:
- Институт повышения квалификации и переподготовки кадров [4],
- Франко-Белорусский институт управления,
- архитектурно-строительный колледж,
- лицей.

В университете имеются научно-исследовательский сектор, проблемные научно-исследовательские лаборатории и научно-производственные центры.
Периодически издаются научный журнал «Вестник Белорусско-Российского университета», электронный научно-технический журнал «Студенческий вестник», сборник научных трудов, ежегодно проводятся международные научно-технические конференции.
Учебный процесс проводится в семи учебных корпусах.

## Подготовка специалистов
Подготовка специалистов осуществляется по 22 специальностям по белорусским образовательным стандартам и 10 специальностям по российским образовательным стандартам, архитектурно-строительный колледж ведёт подготовку по 4, а ИПК позволяет пройти переподготовку и получить второе высшее образование по 12 специальностям.
Общая численность обучающихся во всех структурных подразделениях вуза составляет около 6000 человек.
В рамках университета развивается система непрерывного образовательного процесса: лицей - архитектурно-строительный колледж - университет - институт повышения квалификации и переподготовки кадров.
Подготовка специалистов высшей квалификации осуществляется через магистратуру, аспирантуру и соискательство по 19 научным специальностям. В университете действуют два специализированных совета по защите докторских и кандидатских диссертаций.

## Библиотека
Библиотека Белорусско-Российского университета начала свою работу одновременно с открытием в 1961 году Могилевского машиностроительного института.
Сегодня библиотека – это размещенный на площади в 1550 квадратных метров центр образования, науки и информации, который обслуживает студентов, магистрантов, аспирантов и преподавателей университета, учащихся архитектурно-строительного колледжа и  лицея, слушателей Института повышения квалификации. Библиотека предоставляет читателям право пользования 2 абонементами, 4 читальными залами на 232 места, электронной библиотекой. Ежегодно библиотеку посещает более 10 000 пользователей, которым выдается свыше 400 000 экземпляров книг, журналов и газет.
В библиотеке создаются, сохраняются и используются ресурсы на традиционных и электронных носителях. В фондах насчитывается более 1,4 млн. экземпляров: 170 тысяч составляет учебная литература, которая обеспечивает сопровождение образовательных программ, более 90 тысяч научных изданий, 21 тысяча экземпляров художественной литературы. Фонд периодических изданий составляет более 72 тысяч экземпляров, и ежегодно библиотека выписывает 160 наименований журналов и газет. Созданы фонды справочно-информационных изданий, нормативно-технической и патентной документации.
С использованием автоматизированной информационно-библиотечной системы «МАРК SQL» в библиотеке внедрены современные информационные технологии. Автоматизированы основные технологические процессы: научной обработки литературы, ведение электронного каталога, обслуживание пользователей в  автоматизированном режиме.
Библиотека имеет систему каталогов, полностью отражающую её фонд. Это алфавитный, систематический и электронный каталоги. Электронный каталог насчитывает 630 тысяч библиографических записей. Доступ к Электронному каталогу организован со всех компьютеров в локальной сети университета и через Интернет.
В 2006 году открыт Зал электронных ресурсов обеспечивающий возможность работы с:
- электронным каталогом;
- электронными документами;
- базами данных («Стандарт», «Эксперт», «Кодекс», «Стройдокумент»);
- электронной библиотечной системой Znanium;
- мировым ресурсам сети Интернет.

Библиотека сотрудничает с информационными центрами Беларуси и России, обеспечивает доступ к виртуальному читальному залу Национальной библиотеки Беларуси.
С 2015 года ведется "Электронная библиотека Белорусско-Российского университета" - электронный архив публикаций авторов университета.
Библиотека участник проекта «Межрегиональная аналитическая роспись статей» (МАРС), который объединяет электронные картотеки 187 библиотек России, Беларуси, Украины и Казахстана и проекта «Белорусская аналитическая роспись» («БелАР»). Благодаря этому пользователи имеют возможность получать копию любой статьи из журналов, которые отсутствуют в библиотеке.
Приоритетные направления в работе библиотеки: качественное комплектование фонда, информационное обеспечение образовательного процесса и научных исследований, удовлетворение информационных потребностей пользователей.